# Niijima (Ōshima)
Niijima (新島村, Niijima-mura) és un poble i municipi de la subprefectura d'Ōshima, a Tòquio, Japó. El poble, amb poca població, viu com la resta de les illes del seu voltant de la pesca i el turisme estacional.

## Geografia
El municipi de Niijima ocupa tot el territori de dues illes, l'illa de Nii (Niijima) i l'illa de Shikine (Shikinejima) poblades aquestes dues i l'illa d'Udone (Udoneshima) i l'illa de Jinai (jinaitô), aquestes dues darreres sense habitants així com també diversos rocs per l'arxipèleg d'Izu, a la mar de les Filipines.

## Història
L'1 d'octubre de 1923, les dues illes habitades de l'actual municipi estaven governades per dos municipis: Niijimahon a l'illa de Nii i Wakagô a Shikine. Els dos municipis pertanyien ja a la subprefectura d'Ōshima des de 1926. L'1 de novembre de 1954, el municipi de Niijimahon va absorbir el de Wakagô, per a l'1 d'abril de 1992 canviar el seu nom pel de Niijima.

## Demografia
| 1920  | 1930  | 1940  | 1950  | 1960  | 1970  | 1980  |
| ----- | ----- | ----- | ----- | ----- | ----- | ----- |
| 3.942 | 4.347 | 4.460 | 5.149 | 4.438 | 3.654 | 3.684 |
| 1990  | 2000  | 2010  | 2020  | 2030  | 2040  | 2050  |
| 3.505 | 3.147 | 2.886 | 2.559 | -     | -     | -     |

## Transport

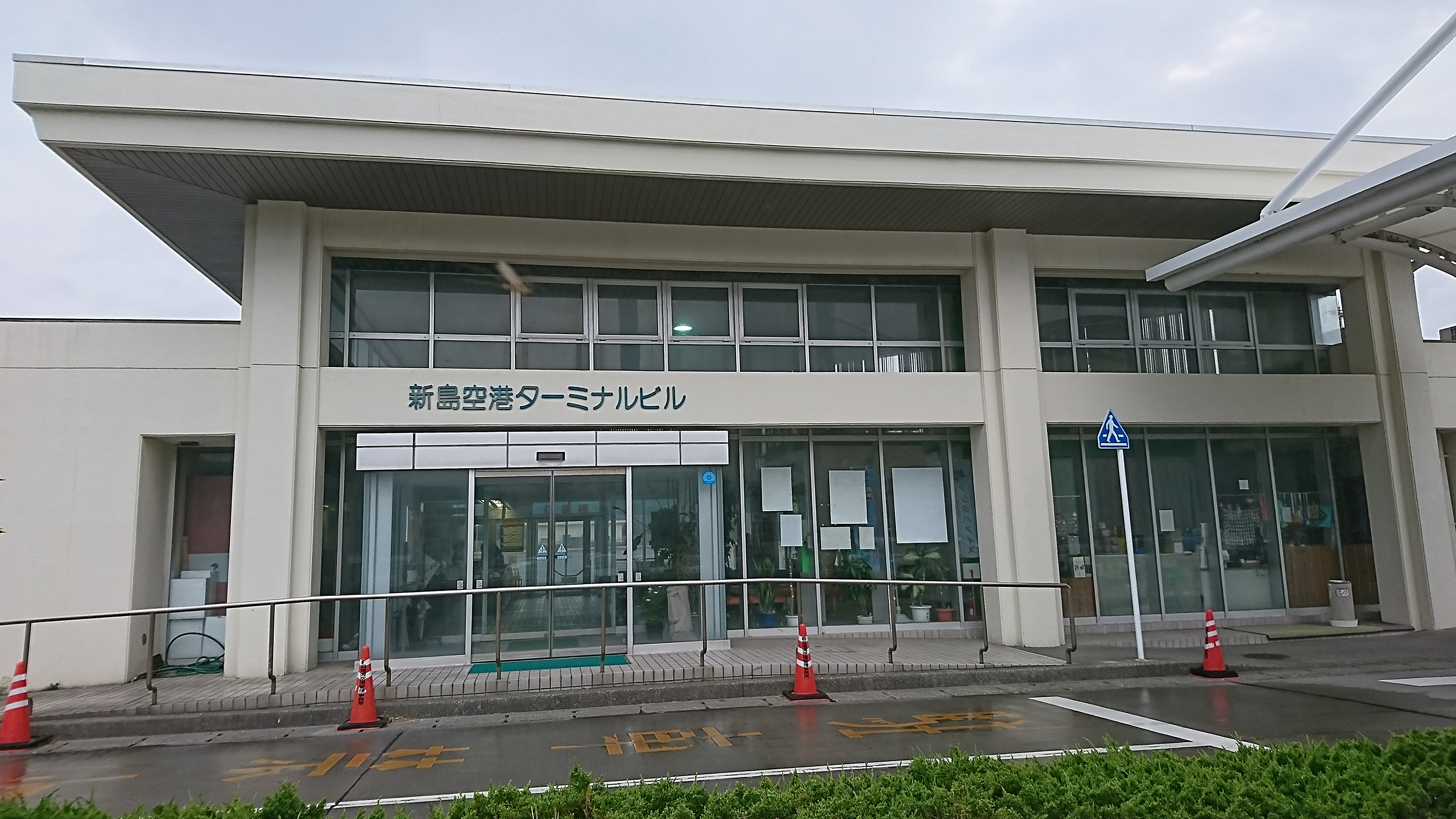
Aeroport de Niijima

### Aire
- Aeroport de Niijima (amb destinació a l'aeròdrom de Chōfu.)

### Mar
- Port de Niijima

### Carretera
- Metropolitana 211 - Metropolitana 237